# Penge som græs
Penge som græs er en dansk spillefilm fra 1948, skrevet af Leck Fischer og instrueret af Svend Methling. Ved udarbejdelsen af filmens manuskript medvirkede også Niels Hoff og Kristian Møller.

## Handling
Vridsløses tunge fængselsport åbner sig, og friheden vinker atter til falskmøntneren P. Krone-Strøm. Han har udstået en straf på 8 år, men mener, det var justitsmord. Han hørte til den store skare, der ikke kunne finde beskæftigelse i 30'ernes kriseår i Danmark. Nu har han atter kontakten med verden udenfor murene, men forholdene har fuldstændig ændret sig i de år, han har siddet isoleret. Nu er det ikke penge, der mangler i samfundet, men arbejdskraft og varer.

## Medvirkende
- Christian Eriksen
- Peter Malberg
- Helle Virkner
- Svend Bille
- William Rosenberg
- Knud Heglund
- Lis Løwert
- Peer Guldbrandsen
- Kjeld Jacobsen
- Viggo Brodthagen
- Valsø Holm
- Karl Jørgensen
- Carl Johan Hviid
- Per Buckhøj
- Ove Sprogøe